# Rhinocosmetus xiphias
Espèce
Synonymes
- Argyrodes xiphias Thorell, 1887
- Argyrodes levii Zhu & Song, 1991

Rhinocosmetus xiphias est une espèce d'araignées aranéomorphes de la famille des Theridiidae.

## Distribution
Cette espèce se rencontre en Asie du Sud-Est et en Chine.
Sa présence est incertaine à Taïwan et au Japon.

## Description

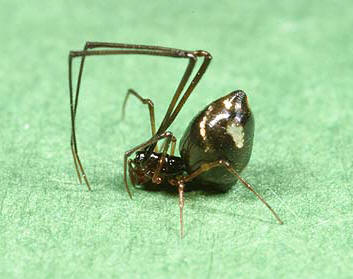
Rhinocosmetus xiphias ♀

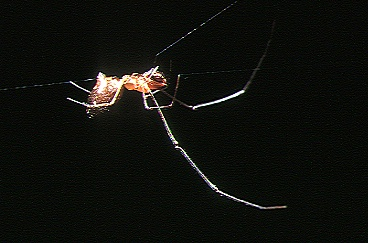
Rhinocosmetus xiphias ♂

Le mâle holotype mesure 2,75 mm et la femelle paratype 3 mm.
Les mâles mesurent de 2,70 à 3,00 mm et la femelle 2,65 mm.

## Systématique et taxinomie
Cette espèce a été décrite sous le protonyme Argyrodes xiphias par Thorell en 1887. Elle est placée dans le genre Faiditus par Agnarsson en 2004 puis dans le genre Rhinocosmetus par Vanuytven, Jocqué et Deeleman-Reinhold en 2024.
Argyrodes levii a été placée en synonymie par Yoshida en 1993.
Argyrodes carnicobarensis, placée en synonymie par Yoshida en 1993, a été relevée de synonymie par Vanuytven, Jocqué et Deeleman-Reinhold en 2024.

## Publication originale
- Thorell, 1887 : « Viaggio di L. Fea in Birmania e regioni vicine. II. Primo saggio sui ragni birmani. » Annali del Museo civico di storia naturale di Genova, vol. 25, p. 5-417 (texte intégral).